# Quân đội Nhân dân Triều Tiên
Quân đội Nhân dân Triều Tiên là lực lượng quân sự của Cộng hòa Dân chủ Nhân dân Triều Tiên, gồm 5 nhánh Lục quân, Hải quân, Không quân, Tên lửa đạn đạo và Đặc công. Đây được xem là một trong những lực lượng quân đội đông nhất trên thế giới, đứng thứ 4 trên thế giới về quân số, với khoảng 1,1 triệu người trong lực lượng chính quy. Lực lượng này cũng có một lực lượng dự bị khoảng 3,5 triệu người.
Với chính sách ưu tiên hàng đầu cho quân sự, quân đội Triều Tiên không chỉ sở hữu một quân đội với quân số hùng hậu mà họ còn có trong trang bị rất nhiều vũ khí hiện đại. Hiện tại, kho vũ khí của Triều Tiên phần lớn là các vũ khí từ thập niên 1970-1980, tuy nhiên, để chống lại chiến tranh công nghệ cao của Mỹ, Triều Tiên đã đầu tư nghiên cứu các loại vũ khí công nghệ cao và phát triển kỹ thuật đánh lạc hướng điện tử như thiết bị làm nhiễu, sơn tàng hình, tàu ngầm nhỏ, vũ khí sinh học, hệ thống laser chống người,...
Tổng tư lệnh tối cao của Quân đội Nhân dân Triều Tiên là Nguyên soái Cộng hòa Kim Jong-un, Chủ tịch Ủy ban Quốc vụ, Chủ tịch Quân ủy Trung ương.

## Lịch sử
Tiền thân của Quân đội Nhân dân Triều Tiên là lực lượng Quân Tình nguyện Triều Tiên, các lực lượng du kích chống lại sự cai trị của Đế quốc Nhật Bản, những cựu chiến sĩ người Triều Tiên phục vụ trong Hồng quân của Liên Xô và Hồng quân Công Nông của Trung Quốc Cộng sản Đảng. Một trong những nhà lãnh đạo của lực lượng du kích là Kim Nhật Thành, người đã tập hợp một nhóm khoảng 300 lính du kích Triều Tiên hoạt động chống phát xít Nhật ở Mãn Châu. Sau khi được phía Liên Xô trao lại quyền kiểm soát miền Bắc bán đảo Triều Tiên, những người cộng sản Triều Tiên đã thành lập chính quyền Cộng hòa Dân chủ nhân dân Triều Tiên. Lực lượng Quân đội Nhân dân Triều Tiên cũng được thành lập chính thức vào ngày 8 tháng 2 năm 1948 và nhận được sự giúp đỡ về trang bị của Liên Xô.
Năm 1978, Kim Nhật Thành, lúc này là lãnh tụ tối cao của Triều Tiên, đã ra sắc lệnh đổi "Ngày thành lập Quân đội" từ ngày 8 tháng 2 thành ngày 25 tháng 4 - vốn được xem là ngày ra đời của lực lượng du kích vũ trang chống Nhật vào năm 1932.

## Lực lượng

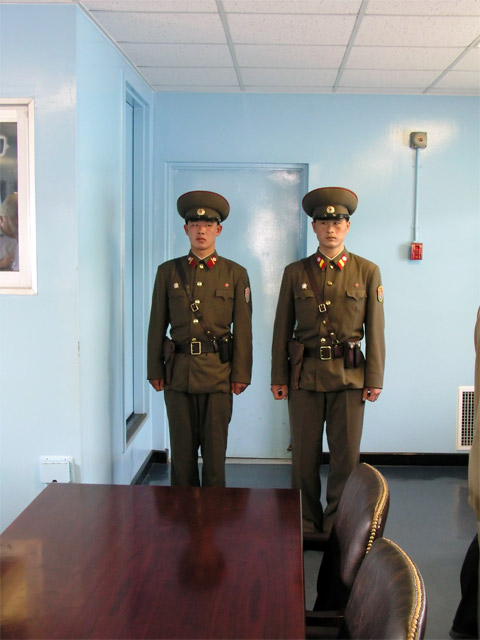
Quân nhân Quân đội Nhân dân Triều Tiên đang gác tại Bàn Môn Điếm

Giống như quân đội Liên Xô trước đây, quân đội Cộng hòa dân chủ nhân dân Triều Tiên được cấu thành từ 4 bộ phận, trong đó chú trọng phát triển Lục quân, một phần vũ khí đặc biệt, trong khi đó phòng không không quân và hải quân không được phát triển tương xứng.

### Lục quân
Lục quân CHDCND Triều Tiên gồm 924 nghìn người, chiếm 90% quân số toàn quân đội, biên chế thành 153 đơn vị cấp sư đoàn và lữ đoàn với 4 binh chủng:
- Binh chủng bộ binh (60 sư đoàn bộ binh thường, 25 sư đoàn bộ binh cơ giới)
- Binh chủng thiết giáp: 25 lữ đoàn với vài trăm T-34, 2.200 T-54/T-55/T-59, 800 T-62, khoảng 1.000 chiếc Chonma-ho (phiên bản T-62 do Triều Tiên tự sản xuất) khoảng 300 chiếc Pokpung-ho (Triều Tiên tự sản xuất dựa trên T-72), và 2.270 xe thiết giáp.
- Binh chủng pháo binh: 30 lữ đoàn với 33 nghìn pháo mặt đất và pháo phòng không các loại. Ngoài ra còn có hàng nghìn đơn vị tên lửa vác vai và xe tên lửa loại SA-7, SA-14, SA-16 do Liên Xô cung cấp.
- Lực lượng vũ khí đặc biệt: cấu thành từ 2 bộ phận: tác chiến và phòng chống chiến tranh hóa học; Tác chiến và phòng chống chiến tranh sinh học. Hiện nay bộ phận này có hàng nghìn đạn pháo mang tác nhân sinh hóa, cũng như nhiều vũ khí sinh hóa có khả năng hủy diệt hàng loạt.
Chỉ cách khu giới tuyến phi quân sự (DMZ) khoảng 40 km, thủ đô Seoul của Hàn Quốc là mục tiêu lý tưởng cho những cuộc pháo kích từ Triều Tiên. Vì vậy, pháo binh Triều Tiên được quan tâm đầu tư mạnh mẽ, sở hữu tới 21.100 hệ thống pháo mặt đất. Chuyên gia quân sự Victor Cha và David Kang cho rằng với số pháo hùng hậu này, Triều Tiên đủ sức bắn nửa triệu quả đạn vào Seoul chỉ trong một giờ. Nổi bật trong số các loại pháo Bình Nhưỡng đang biên chế là M1978 Koksan. M1978 có tầm bắn lên đến 40 km với đạn thông thường hoặc 60 km với đạn tăng tầm.
Yếu tố quan trọng khác của pháo binh Triều Tiên nằm ở hệ thống pháo phản lực bắn loạt (MLRS) có khả năng phóng nhiều quả đạn trong thời gian rất ngắn, trong khi khả năng cơ động rất cao (ví dụ như loại BM-21, mỗi hệ thống với 6 xe phóng có thể phóng tới 240 quả đạn trong 20 giây, sau đó di chuyển sang nơi khác để tránh bị đối phương bắn trả). Triều Tiên đã tự phát triển nhiều pháo phản lực phóng loạt với cỡ nòng từ 107mm đến 300mm, tầm bắn xa và sức công phá mạnh hơn pháo xe kéo thông thường. Theo ước tính, Triều Tiên có khoảng gần 5.000 bệ phóng pháo phản lực bắn loạt, khoảng 2/3 số đó bố trí sát biên giới, có thể nã khoảng 100.000 quả đạn lên lãnh thổ Hàn Quốc trong chưa đầy 1 phút. Tuy không có độ chính xác cao như pháo thông thường nhưng với tốc độ bắn cực nhanh kiểu "rải trấu", pháo phản lực phóng loạt rất lợi hại khi tấn công mục tiêu trên diện rộng như đô thị hoặc doanh trại, gây sốc và tàn phá diện rộng cho đối phương. Đây được đánh giá là vũ khí được triển khai đầu tiên nếu có chiến tranh nổ ra trên bán đảo Triều Tiên.
Khả năng tác chiến của pháo binh Triều Tiên đã được kiểm nghiệm trong trận đấu pháo ở đảo Yeonpyeong năm 2010. Trong một thời gian ngắn chưa đầy 1 phút, pháo phản lực bắn loạt của Triều Tiên đã bắn khoảng 108 quả đạn, đánh trúng chính xác các mục tiêu của quân đội Hàn Quốc đồn trú trên hòn đảo, khiến 2 khẩu pháo tự hành hiện đại là loại K-9 Thunder cỡ 155 mm của Hàn Quốc bị hư hại, 2 lính thiệt mạng và 19 người khác bị thương. Bất ngờ vì đòn pháo kích của Triều Tiên, 3 khẩu pháo K-9 khác của Hàn Quốc đã bắn trả lại nhưng cũng phải mất tới 13 phút để khởi động radar điều khiển, tuy nhiên tất cả đạn pháo đều trượt mục tiêu do pháo của Triều Tiên đã di chuyển cơ động sang một trận địa khác.
Để phòng tránh việc bị tên lửa hành trình hoặc máy bay ném bom của Mỹ tấn công, tất cả các hệ thống pháo binh, các căn cứ, kho đạn của Tiều Tiên đều được ngụy trang và giấu kín trong những hầm ngầm kiên cố, rất khó bị đối phương phát hiện và luôn trong tình trạng sẵn sàng chiến đấu tốt. Kể cả khi bị phát hiện thì với độ sâu hàng chục mét tới hàng trăm mét của các hầm ngầm, việc tiêu diệt chúng bằng tên lửa hành trình hoặc máy bay ném bom cũng là điều rất khó khăn.

### Phòng không - Không quân
Lực lượng phòng không không quân kể từ đầu 1990 được thống nhất về một mối dưới sự chỉ huy của Bộ tư lệnh Không quân quốc gia với 3 cụm tác chiến phòng không không quân hợp thành.
- Sở chỉ huy không chiến số 1 đóng tại Kaech'n (phòng thủ khu vực biên giới giáp Trung Quốc, biển Hoàng Hải, quân khu Bình Nhưỡng, được trang bị phần lớn tiêm kích đánh chặn MiG-29)
- Sở chỉ huy không chiến số 2 tại Tocksan (phòng thủ vùng biển Nhật Bản và biên giới với Nga)
- Sở chỉ huy không chiến số 3 đóng tại Hwangju (giáp khu phi quân sự)

### Hải quân
Lực lượng hải quân biên chế thành 2 hạm đội: Hạm đội Hoàng hải gồm 300 tàu chiến các loại, Hạm đội Đông hải có 470 tàu. Vũ khí đa phần do Liên Xô, Trung Quốc viện trợ và một phần tự chế tạo (trước 1990).
Gần đây, Triều Tiên đã nâng cấp hải quân bằng việc phát triển các vũ khí mới. Đầu năm 2015, Hải quân Triều Tiên đã trang bị tên lửa hành trình chống hạm thế hệ mới do nước này tự sản xuất dựa trên loại Kh-35 (3M-24) Uran-E của Nga với tầm bắn vào khoảng 250 km. Hôm 23/4/2016, Triều Tiên đã phóng một tên lửa đạn đạo từ tàu ngầm lớp Sinpo nặng 2.000 tấn, cho thấy họ đã đạt được nhiều tiến bộ trong việc phát triển công nghệ tên lửa phóng từ tàu ngầm.
Triều Tiên cũng đang phát triển một loại tàu ngầm có choán nước lên tới 3.000 tấn, có thể phóng 3 tên lửa đạn đạo.

### Tên lửa đạn đạo
Mặc dù không có nhiều vũ khí hiện đại, nhưng Triều Tiên chú trọng phát triển hệ thống tên lửa đạn đạo để tạo thành nền tảng vũ khí chiến lược răn đe. Sức mạnh quân sự càng củng cố thêm khi Triều Tiên được ước đoán có khoảng 84 tên lửa đạn đạo tầm trung, tầm xa có khả năng mang đầu đạn hạt nhân, mà phần lớn trong đó là tự chế tạo.

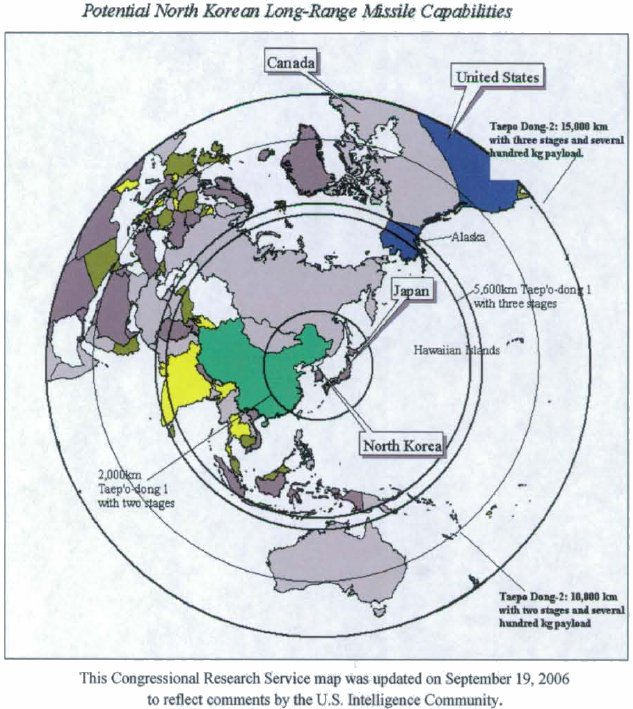
Phạm vi hỏa lực của hệ thống tên lửa đạn đạo Triều Tiên

| Tên lửa     | Loại                                                  | Quốc gia sản xuất | Phạm vi hỏa lực                             | Số lượng      |
| ----------- | ----------------------------------------------------- | ----------------- | ------------------------------------------- | ------------- |
| FROG-7      | Tên lửa đất đối đất                                   | Liên Xô           | 70 km                                       | 24 quả        |
| KN-1        | Tên lửa chống hạm                                     | CHDCND Triều Tiên | 110 - 160 km                                | ?             |
| KN-2 Toksa  | Tên lửa đạn đạo tầm ngắn (SRBM) cải tiến              | CHDCND Triều Tiên | 120 – 140 km                                | 30 quả        |
| Hwasong-5   | SRBM                                                  | CHDCND Triều Tiên | 330 km                                      | ~180          |
| Hwasong-6   | SRBM                                                  | CHDCND Triều Tiên | 700 km                                      | >700          |
| Scud-ER 1   | SRBM                                                  | CHDCND Triều Tiên | 800 km                                      | ?             |
| Rodong-1    | Tên lửa đạn đạo tầm trung (MRBM)                      | CHDCND Triều Tiên | 1,300 km                                    | >200          |
| Rodong-2    | MRBM                                                  | CHDCND Triều Tiên | 2,000 km                                    | 50 ?          |
| Taepodong-1 | MRBM                                                  | CHDCND Triều Tiên | 2,500 km                                    | 10 hoặc 25-30 |
| Taepodong-2 | Tên lửa đạn đạo xuyên lục địa (ICBM)                  | CHDCND Triều Tiên | tăng tầm đến 10,000 km; 6,700 km trung bình | ?             |
| BM25        | Tên lửa đạn đạo tầm trung cơ động (IRBM)              | CHDCND Triều Tiên | +2,500 km                                   | ?             |
| Musudan-1   | Tên lửa đạn đạo liên lục địa phóng từ tàu ngầm (SLBM) | CHDCND Triều Tiên | 4,000 km                                    | ?             |

### Đặc công
Với việc phải chuẩn bị tác chiến với một đối thủ mạnh hơn rất nhiều về trang bị là quân đội Mỹ, Triều Tiên đặc biệt quan tâm phát triển lực lượng đặc nhiệm, nhằm sử dụng ưu thế huấn luyện và kỹ năng tác chiến để bù đắp cho sự yếu thế hơn về trang bị. Cục Huấn luyện Bộ binh hạng nhẹ Triều Tiên đóng vai trò tương tự Bộ Tư lệnh đặc biệt Mỹ (SOCOM), là cơ quan chịu trách nhiệm phối hợp các đơn vị đặc nhiệm của nước này.
Năm 2015, lực lượng đặc công Triều Tiên có hơn 25 lữ đoàn, với hơn 18 vạn binh sĩ, chủ yếu bố trí ở gần khu vực phi quân sự. Có thể nói Triều Tiên có tỷ lệ quân tinh nhuệ vào loại cao nhất thế giới. Đội quân này được ví là "con dao nhọn" của quân đội Triều Tiên.
Triều Tiên có khoảng 8 lữ đoàn bắn tỉa, gồm Lữ đoàn số 17, 60 và 61 biên chế cho lục quân, Lữ đoàn số 11, 16 và 21 của không quân và Lữ đoàn số 29 và 291 trực thuộc hải quân. Mỗi đơn vị có quân số 3.500 người, được tổ chức thành 7-10 tiểu đoàn bắn tỉa, có vai trò tương tự đặc nhiệm Ranger và SEAL của Mỹ. Khác với đặc nhiệm Mỹ, các lữ đoàn này có thể tác chiến như lực lượng đổ bộ đường không và hải quân đánh bộ thông thường.
Cục Trinh sát Triều Tiên được biên chế thành 4 tiểu đoàn trinh sát độc lập. Mỗi tiểu đoàn gồm 500 quân có nhiệm vụ tiên phong dẫn đầu một quân đoàn băng qua khu DMZ nguy hiểm. Họ đều là những quân nhân am hiểu vị trí phòng thủ của hai phía tại khu phi quân sự. Một tiểu đoàn thứ 5 được cho là chuyên tổ chức các chiến dịch ở nước ngoài.
Về vũ khí, lực lượng đặc biệt của Triều Tiên không sánh được so với một số nước phát triển, nhưng vũ khí tinh thần của đội quân này thì rất mạnh. Các thành viên của lực lượng đặc biệt Triều Tiên được đào tạo về chính trị rất cao và được huấn luyện những nội dung đặc biệt giúp họ trở thành những người có bản lĩnh kiên cường, có kỹ năng quân sự đặc biệt.

## Cấu trúc
Rút kinh nghiệm từ các cuộc chiến tranh Việt Nam, Israel-Ả rập, Bắc Triều Tiên tập trung phát triển các quân đoàn cơ động tại vùng biên giới với Hàn Quốc, đặc biệt là lực lượng đặc công.
Qua các cuộc chiến gần đây như Iraq, Nam Tư, CHDCND Triều Tiên cũng tăng cường xây dựng các hệ thống hầm ngầm kiên cố nhằm bảo vệ quân đội trước các cuộc tập kích có sức phá hủy lớn.

## Quân hàm
Hệ thống cấp bậc quân hàm của Quân đội Nhân dân Triều Tiên được thành lập ngày 8 tháng 2 năm 1948, tham chiếu hầu như hoàn toàn hệ thống quân hàm của Hồng quân Liên Xô, có bổ sung thêm, gồm 5 nhóm với 18 bậc quân hàm nhưng không đặt quân hàm cấp soái. Đến tháng 2 năm 1953, đặt thêm 2 cấp quân hàm là Nguyên soái và Thứ soái (còn gọi là Phó nguyên soái). Cấp bậc Nguyên soái Cộng hòa Dân chủ Nhân dân Triều Tiên (Chosŏn Minjujuŭi Inmin Konghwaguk Wonsu) phong cho Kim Nhật Thành với vị thế thống soái các lực lượng vũ trang giống như Đại Nguyên soái Stalin của Liên Xô. Cấp bậc Thứ soái (Chasu) phong cho Bộ trưởng Quốc phòng Choi Yong-kun, tương đương với cấp bậc Nguyên soái Liên Xô. Đặc thù hệ thống quân hàm của Quân đội Nhân dân Triều Tiên không có sự khác biệt về tên gọi giữa các nhánh Hải Lục Không quân.
Năm 1992, nhân dịp sinh nhật 80 tuổi của Kim Nhật Thành, một cấp bậc mới được đặt ra có tên gọi là Đại Nguyên soái Cộng hòa Dân chủ Nhân dân Triều Tiên (Chosŏn Minjujuŭi Inmin Konghwaguk Dae Wonsu) để tôn phong cho ông. Đồng thời con trai ông, Kim Chính Nhật, cũng được tôn phong là Nguyên soái Cộng hòa Dân chủ Nhân dân Triều Tiên (Chosŏn Minjujuŭi Inmin Konghwaguk Wonsu). Bộ trưởng Quốc phòng bấy giờ là O Jin-u cũng được tôn lên cấp bậc Nguyên soái, nhưng với tên gọi Nguyên soái Quân đội Nhân dân Triều Tiên (Chosŏn Inmin'gun Wonsu).
| Hạng cấp            | Chữ Triều Tiên      | Hanja               | Phiên âm            | Hán Việt Nghĩa Việt tương đương | Cấp hiệu | Cấp hiệu | Cấp hiệu   | Phân hạng NATO |
| ------------------- | ------------------- | ------------------- | ------------------- | ------------------------------- | -------- | -------- | ---------- | -------------- |
| Thống lĩnh          | 대원수              | 大元帥              | Dae Wonsu           | Đại Nguyên soái                 |          |          |            | Ngoại hạng     |
| Thống lĩnh          | 공화국원수          | 共和國元帥          | Konghwaguk Wonsu    | Nguyên soái Cộng hòa            |          |          |            | Ngoại hạng     |
| Cấp soái            | 인민군원수          | 人民軍元帥          | Inmin'gun Wonsu     | Nguyên soái Quân đội Nhân dân   |          |          |            | OF-10          |
| Cấp soái            | 차수                | 次帥                | Chasu               | Thứ soái                        |          |          |            | OF-10          |
| Quân hàm quân chủng | Quân hàm quân chủng | Quân hàm quân chủng | Quân hàm quân chủng | Quân hàm quân chủng             | Lục quân | Hải quân | Không quân |                |
| Cấp tướng           | 대장                | 大將                | Daejang             | Đại tướng                       |          |          |            | OF-9           |
| Cấp tướng           | 상장                | 上將                | Sangjang            | Thượng tướng                    |          |          |            | OF-8           |
| Cấp tướng           | 중장                | 中將                | Chungjang           | Trung tướng                     |          |          |            | OF-7           |
| Cấp tướng           | 소장                | 少將                | Sojang              | Thiếu tướng                     |          |          |            | OF-6           |
| Cấp tá              | 대좌                | 大佐                | Taejwa              | Đại tá                          |          |          |            | OF-5           |
| Cấp tá              | 상좌                | 上佐                | Sangjwa             | Thượng tá                       |          |          |            | OF-5           |
| Cấp tá              | 중좌                | 中佐                | Chungjwa            | Trung tá                        |          |          |            | OF-4           |
| Cấp tá              | 소좌                | 少佐                | Sojwa               | Thiếu tá                        |          |          |            | OF-3           |
| Cấp úy              | 대위                | 大尉                | Taewi               | Đại úy                          |          |          |            | OF-2           |
| Cấp úy              | 상위                | 上尉                | Sangwi              | Thượng úy                       |          |          |            | OF-2           |
| Cấp úy              | 중위                | 中尉                | Chungwi             | Trung úy                        |          |          |            | OF-1           |
| Cấp úy              | 소위                | 少尉                | Sowi                | Thiếu úy                        |          |          |            | OF-1           |
| Cấp sĩ              | 특무상사            | 特務上士            | T'ŭngmu-sangsa      | Đặc sĩ                          |          |          |            | OR-8           |
| Cấp sĩ              | 상사                | 上士                | Sangsa              | Thượng sĩ                       |          |          |            | OR-7           |
| Cấp sĩ              | 중사                | 中士                | Chungsa             | Trung sĩ                        |          |          |            | OR-6           |
| Cấp sĩ              | 하사                | 下士                | Hasa                | Hạ sĩ                           |          |          |            | OR-5           |
| Cấp binh            | 상급병사            | 上級兵士            | Sanggŭp-pyŏngsa     | Thượng binh                     |          |          |            | OR-4           |
| Cấp binh            | 중급병사            | 中級兵士            | Chunggŭp-pyŏngsa    | Trung binh                      |          |          |            | OR-3           |
| Cấp binh            | 하급병사            | 下級兵士            | Hagŭp-pyŏngsa       | Hạ binh                         |          |          |            | OR-2           |
| Cấp binh            | 전사                | 戰士                | Chŏnsa              | Chuẩn binh                      |          |          |            | OR-1           |

## Trang thiết bị
Từ cuối năm 1970, Triều Tiên bắt đầu tổ chức lại quân đội và hiện đại hóa lục quân. Triều Tiên đã bắt đầu chế tạo các loại xe tăng T-62 trang bị pháo 115mm, đây là loại xe tăng chiến đấu chủ yếu của Quân đội Liên Xô trong những năm 1960. Dựa trên xu thế chung và các bức ảnh chụp được ở các cuộc diễu binh của lực lượng vũ trang cho thấy rõ ràng là Triều Tiên đã có những thay đổi đáng kể từ các thiết kế của Liên Xô hay Trung Quốc trong các mẫu xe tăng của họ.
Năm 1980, để quân đội cơ động hơn và hiện đại hơn, nhiều loại xe tăng mới, pháo tự hành, xe bọc thép, xe tải đã được đồng loạt đưa vào trang bị. Lục quân vẫn giữ các loại vũ khí trước đây và bảo quản một số lượng lớn trang thiết bị trong các kho niêm cất, giữ lại các trang bị đã cũ nhưng có sự cải tiến trong các lực lượng chính quy hay trong lực lượng dự bị.
Giữa những năm 1980 đến 1992, Triều Tiên đã tổ chức và trang bị lại, được triển khai chủ yếu cho lục quân. Từ giữa các năm 1984 đến 1992, quân đội đã trang bị thêm khoảng 1.000 xe tăng, hơn 2.500 xe APC/IFV, khoảng 6.000 pháo và dàn phóng rốc két. Năm 1992, Triều Tiên đã phát triển gấp đôi số lượng xe tăng và pháo binh.